# Piviale

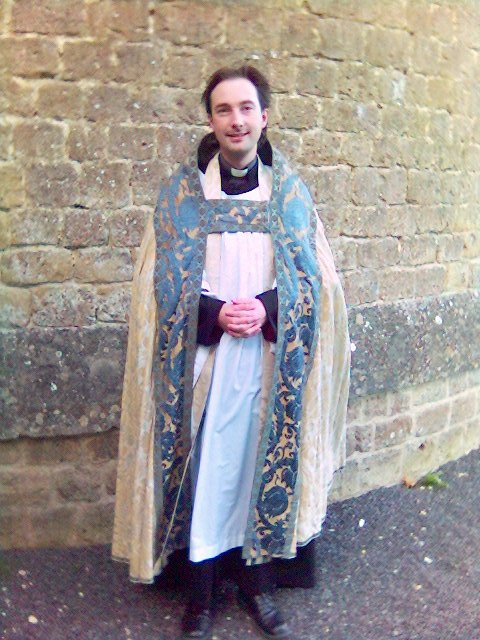
Un presbitero anglicano veste un piviale

Il piviale (detto anche pluviale, cappa, mantus) è un paramento liturgico utilizzato nella Chiesa cattolica, nella Chiesa anglicana e in altre confessioni cristiane.

## Forma
Il piviale consiste in un ampio mantello con abbozzo di cappuccio (prende appunto il nome dal latino pluvialis che indicava un mantello per la pioggia munito di cappuccio). Il suo uso all'esterno giustificava, pertanto, la presenza del cappuccio. Ciò che rimane di quest'ultimo è il cosiddetto "scudo" posteriore. Il piviale è lungo quasi fino ai piedi, aperto sul davanti e fermato sul petto con un fermaglio; disteso, esso ha la forma di un semicerchio con il raggio da 1 metro e 40 a 1 metro e 60 centimetri. Il fermaglio ornato che serve a unire i due lembi dei piviali indossati dai vescovi, dai cardinali e dal papa è detto fermaglio da piviale, o più raramente formale, o in maniera quasi impropria razionale.
Il piviale è realizzato nei vari colori liturgici.

## Utilizzi

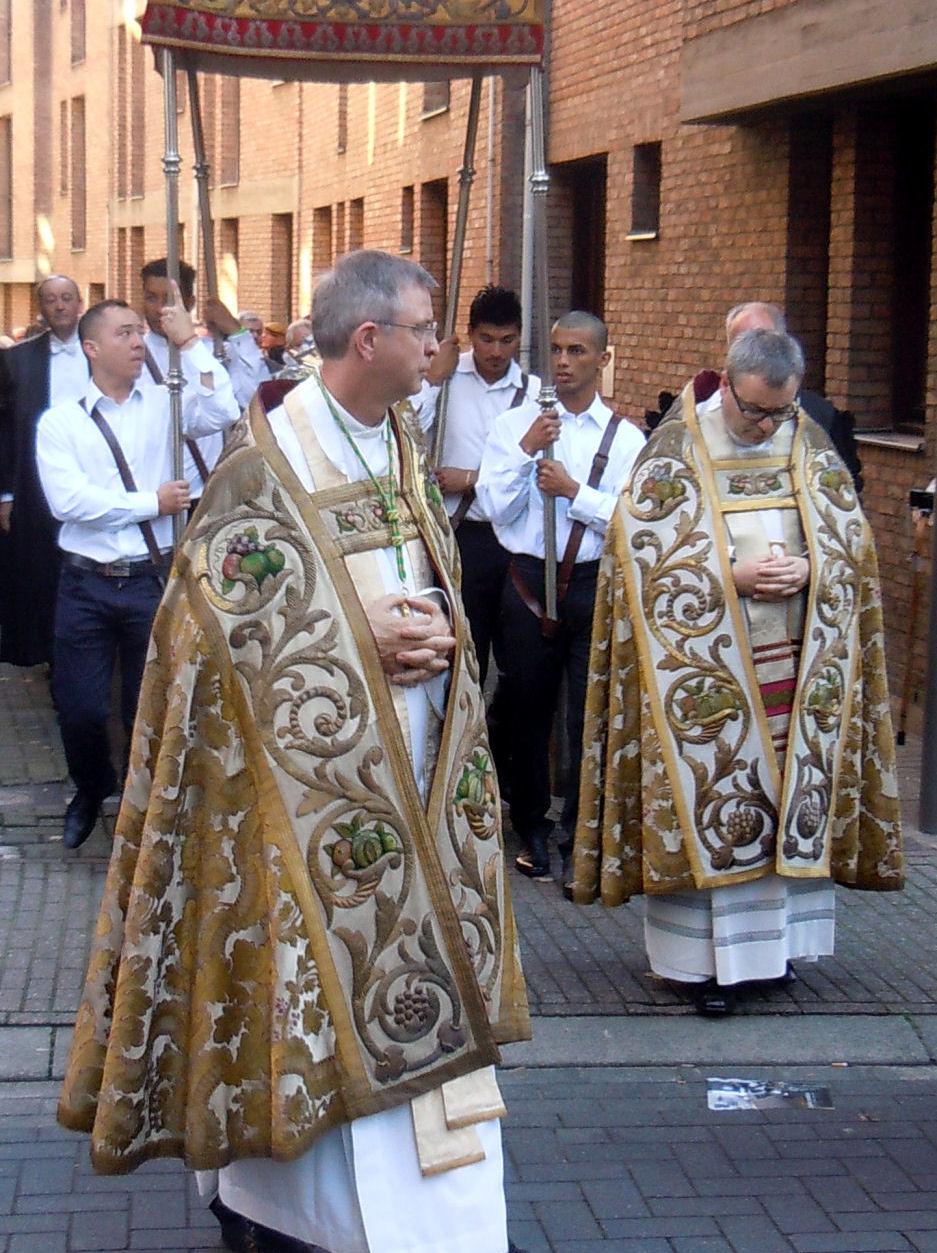
Mons. Johan Bonny, vescovo di Anversa, che veste un piviale ricamato in oro

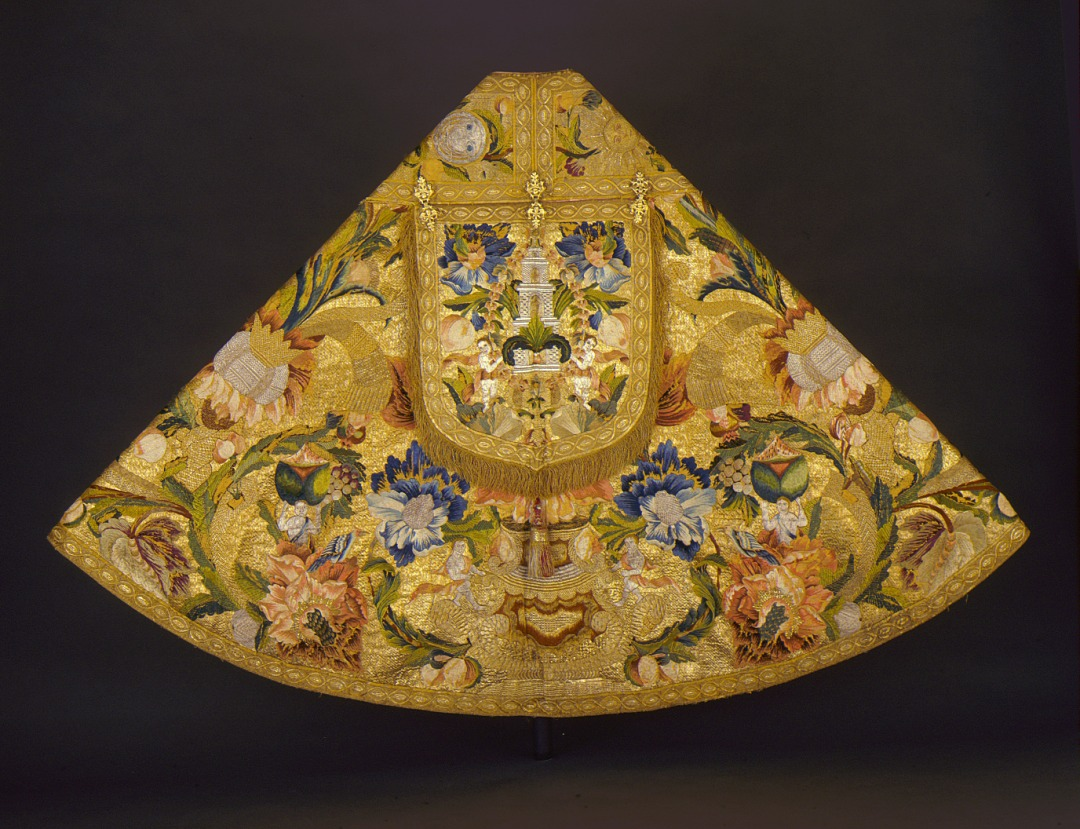
Retro di un piviale del XVIII secolo

Il piviale viene indossato dopo la stola sopra la cotta o sopra il rocchetto o sopra il camice.
Nel rito romano, il piviale viene indossato dal vescovo e dal presbitero nelle celebrazioni solenni, in particolare:
- durante la processione della domenica delle Palme, se il sacerdote che la presiede non opta per indossare subito la pianeta o la casula
- durante le processioni pubbliche fuori della chiesa (le processioni eucaristiche, di cui la più importante è quella del Corpus Domini, per le altre processioni, come quelle delle rogazioni, Cristo morto, della beata Vergine Maria e di un santo il piviale è facoltativo)
- per la benedizione eucaristica solenne
- per il matrimonio, quando viene celebrato fuori della messa
- per il battesimo solenne, quando viene celebrato fuori della messa, se il ministro ordinato lo ritiene opportuno
- per le esequie solenni, quando vengono celebrate fuori della messa, e per le processioni per la levata del cadavere e l'accompagnamento al cimitero
- ai vespri e alle lodi solenni, quando vengono celebrati fuori della messa
- dal papa, per le celebrazioni dei vespri fuori della messa e per i concistori per la creazione di nuovi cardinali
- dal papa e dal vescovo quando assistono pontificalmente alla messa che viene celebrata da un altro sacerdote
- dal vescovo e dal presbitero che ne ha la facoltà quando conferiscono la cresima fuori della messa
- dal diacono quando presiede il rito della benedizione eucaristica solenne e, se lo ritiene opportuno, quando amministra il battesimo solenne fuori della messa
- in alcuni capitoli cattedrali, dall'arciprete o dall'arcidiacono durante la messa pontificale.

Nella forma tridentina del rito romano il piviale non è un paramento proprio soltanto di preti e vescovi, poiché viene utilizzato anche dal clero minore o da altri ministri, per esempio dai salmisti che intonano l'inizio dei salmi durante la celebrazione dei Vespri. Inoltre viene indossato dal sacerdote:
- alle benedizioni solenni all'altare
- all'assoluzione al feretro e al tumulo
- alle orazioni solenni del venerdì santo
- alla Veglia pasquale, prima della Liturgia eucaristica[2]
- dal prete assistente al pontificale
- dal prete assistente alla prima messa solenne del sacerdote novello
- dal prete assistente alla messa solenne dei sacerdoti che ne hanno il privilegio (ad esempio i canonici della cattedrale di Foligno)[3].

Nel rito ambrosiano, oltre a quanto previsto per il rito romano, vi è un uso particolare nella messa: quando celebra solennemente l'arcivescovo di Milano, a norma del n. 358 dei "Principi e Norme del Messale Ambrosiano", normalmente un lettore istituito proclama la prima lettura indossando il piviale.
Non si usa il piviale per la celebrazione liturgica della Passione del Signore nel venerdì santo perché vengono utilizzati i paramenti propri della messa (casula o pianeta). 
Dai tempi della Cattività avignonese i cardinali partecipavano al rito delle Ceneri con paramenti paonazzi, secondo il loro ordine: piviale per i cardinali vescovi, pianeta per i cardinali preti e pianeta plicata per i cardinali diaconi.
Nelle Chiese orientali ortodosse viene usato anche per la celebrazione della Divina liturgia: ad esempio nella Chiesa siro giacobita del Patriarcato di Antiochia.